# Karl-Heinz Köpcke
Karl-Heinz Köpcke (* 29. September 1922 in Hamburg; † 27. September 1991 ebenda) war ein deutscher Nachrichtensprecher und Journalist.

## Leben
Köpcke wollte eine kaufmännische Ausbildung in seiner Heimatstadt Hamburg machen, als er 1941 zum Arbeitsdienst eingezogen wurde. Als Funker der Luftwaffe geriet Köpcke 1945 in französische Gefangenschaft, aus der er 1946 entlassen wurde.
Danach ging er zu Radio Bremen und kam dann 1949 als Hörfunk-Sprecher nach Hamburg zum NWDR.
Seine langjährige Präsenz am Bildschirm – er war Tagesschau-Sprecher vom 2. März 1959 bis 10. September 1987, seit 1964 Chefsprecher – und sein stets korrektes und seriöses Auftreten brachten ihm den Beinamen „Mr. Tagesschau“ ein.
Im deutschsprachigen Raum setzte er Maßstäbe für das Auftreten und die Arbeitsweise von Nachrichtensprechern.
Als 1978 die Tagesthemen eingeführt wurden, bei denen der Sprecher gegenüber dem Moderator in den Hintergrund rückte, protestierte er in der ersten Sendung durch demonstratives Rascheln mit Papier und durch Räuspern.
Er starb vier Jahre nach seiner Pensionierung im Alter von 68 Jahren an den Folgen von Krebs, genau wie kurz zuvor seine Frau, die Rundfunkkollegin Gertrud „Gertie“ Kelkenberg, die er 1948 geheiratet hatte.
Seine Grabstätte befindet sich in Hamburg auf dem Friedhof Ohlsdorf im Planquadrat BK 54 (westlich T-Teich).

## Trivia
Köpcke war bei der Bevölkerung so präsent, dass es Zuschauerproteste gab, als er nach seinem Sommerurlaub 1974 mit einem Schnauzbart die Tagesschau moderierte. Er verdeckte damit eine Schramme, die er sich beim Tauchen zugezogen hatte.
Gemäß einer Umfrage im Jahre 2012 war Köpcke der beliebteste Sprecher der Tagesschau jemals – auch 25 Jahre nach seiner letzten Sendung.

## Veröffentlichungen
- Bei Einbruch der Dämmerung (Roman), Lübbe Bergisch Gladbach 1976, ISBN 3-404-00451-5.
- Der vertauschte Koffer (Jugendbuch), F. Schneider-Verlag, München, Wien 1976, ISBN 3-505-07672-4.
- Guten Abend, meine Damen und Herren (Kurzgeschichten), Goldmann, München, ISBN 978-3-442-03382-9.
- Das Geheimnis der blauen Briefmarke (Jugendbuch), F. Schneider-Verlag, München, Wien 1978, ISBN 3-505-07844-1.
- Das Karl-Heinz Köpcke-Buch (Biografie), Pro BUSINESS Verlag, Berlin 2014, ISBN 978-3-86386-736-2.

## Filmografie (Auswahl)
- 1977: Tatort: Flieder für Jaczek – Regie: Fritz Umgelter